# Dan Le Sac vs. Scroobius Pip

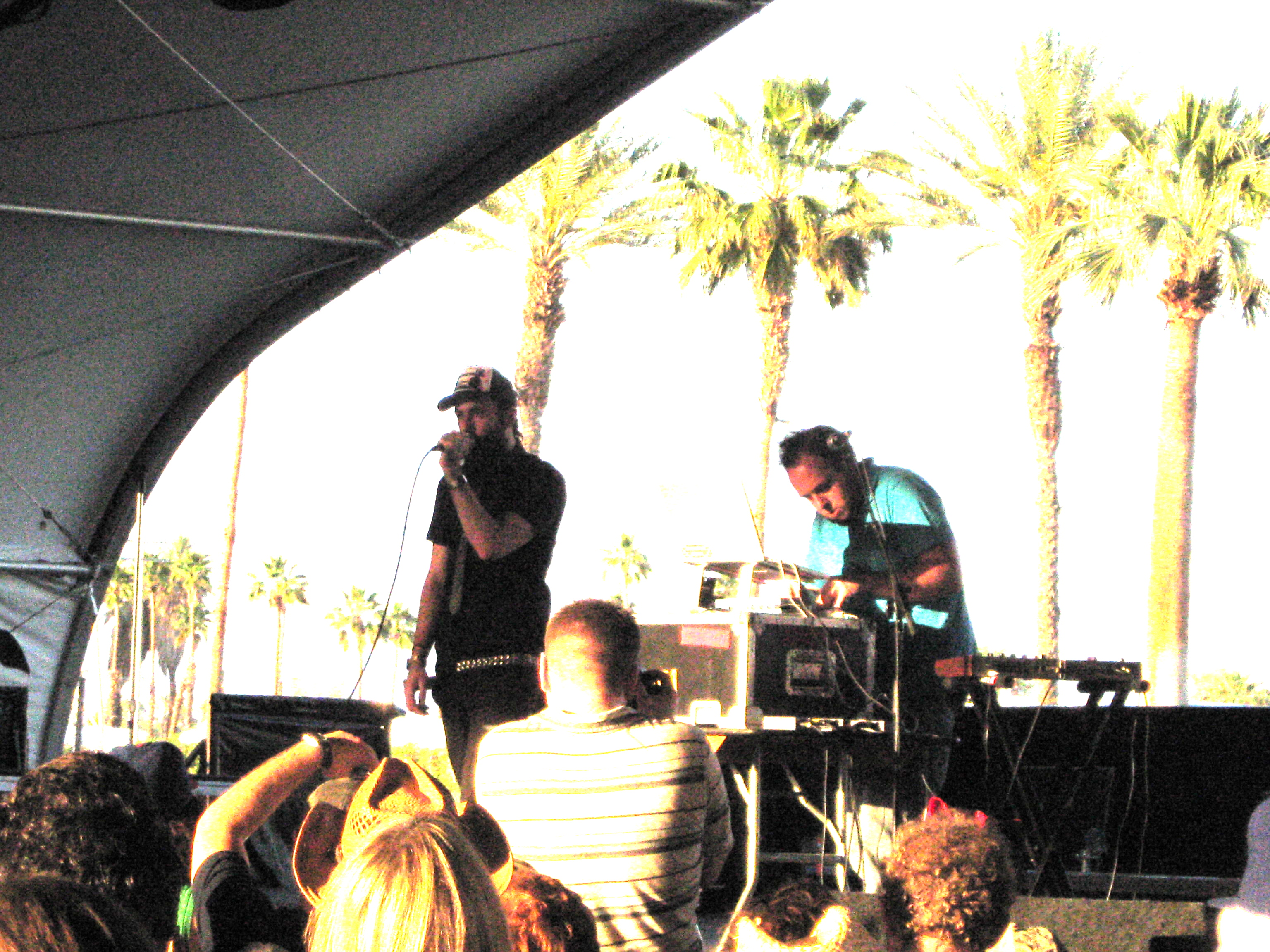
Coachella 2008

Dan Le Sac vs. Scroobius Pip war ein britisches Hip-Hop-Duo aus Stanford-le-Hope in Essex.

## Bandgeschichte
David Meads, der sich nach dem Nonsens-Gedicht The Scroobious Pip von Edward Lear benannt hat, suchte 2006 Dan Stephens auf, der damals noch als DJ Sac firmierte. Er sollte Remixe von einigen seiner gesprochenen Texte anfertigen. Daraus wurde eine richtige Zusammenarbeit unter dem Namen Dan Le Sac vs. Scroobius Pip und die beiden stellten ihre gemeinsamen Stücke bei MySpace ein. Das Lied Thou Shalt Always Kill (vom 6. Gebot Thou Shalt Not Kill – Du sollst nicht töten) war besonders erfolgreich und wurde im April 2007 vom New Musical Express zum Track of the Week ernannt. Es war ihr erster Charterfolg und erreichte die UK Top 40.
Danach traten sie auf bekannten Festivals, unter anderem auch in Glastonbury, auf und produzierten bis 2008 ihr Debütalbum Angles. Auch das Album schaffte es in die Top 40 der LP-Charts.
Das zweite Album The Logic of Chance erschien im März 2010.
Im September 2014, nach dem letzten Konzert des Duos beim Bestival auf der Isle of Wight, verkündete Scroobius Pip auf seiner Facebookseite das Ende der achtjährigen Zusammenarbeit.

## Mitglieder
- Dan Le Sac (Dan Stephens) – DJ
- Scroobius Pip (David Meads, geb. 1981) – Rap

## Diskografie

### Alben
- Angles (2007)
- The Logic of Chance (2010)
- Repent, Replenish, Repeat (2013)

### Singles
- Thou Shalt Always Kill (2007)
- The Beat That My Heart Skipped (2007)
- Look for the Woman (2010)

### Soloalben Scroobius Pip
- No Commercial Breaks (2006)
- Distraction Pieces (2011)
- No Commercial Breaks Special Edition (2013, 2-CD-Re-Issue mit Live-Spoken-Word-Auftritt)

### Soloalben Dan Le Sac
- Lesacsayyeah! (2007)
- Good Time Gang War Vol. 1 (Live-Album, 2011)
- Space Between the Words (2012)